# Connigis
Connigis est une commune française située dans le département de l'Aisne en région Hauts-de-France.
Elle fait partie du canton d'Essômes-sur-Marne.

### Localisation

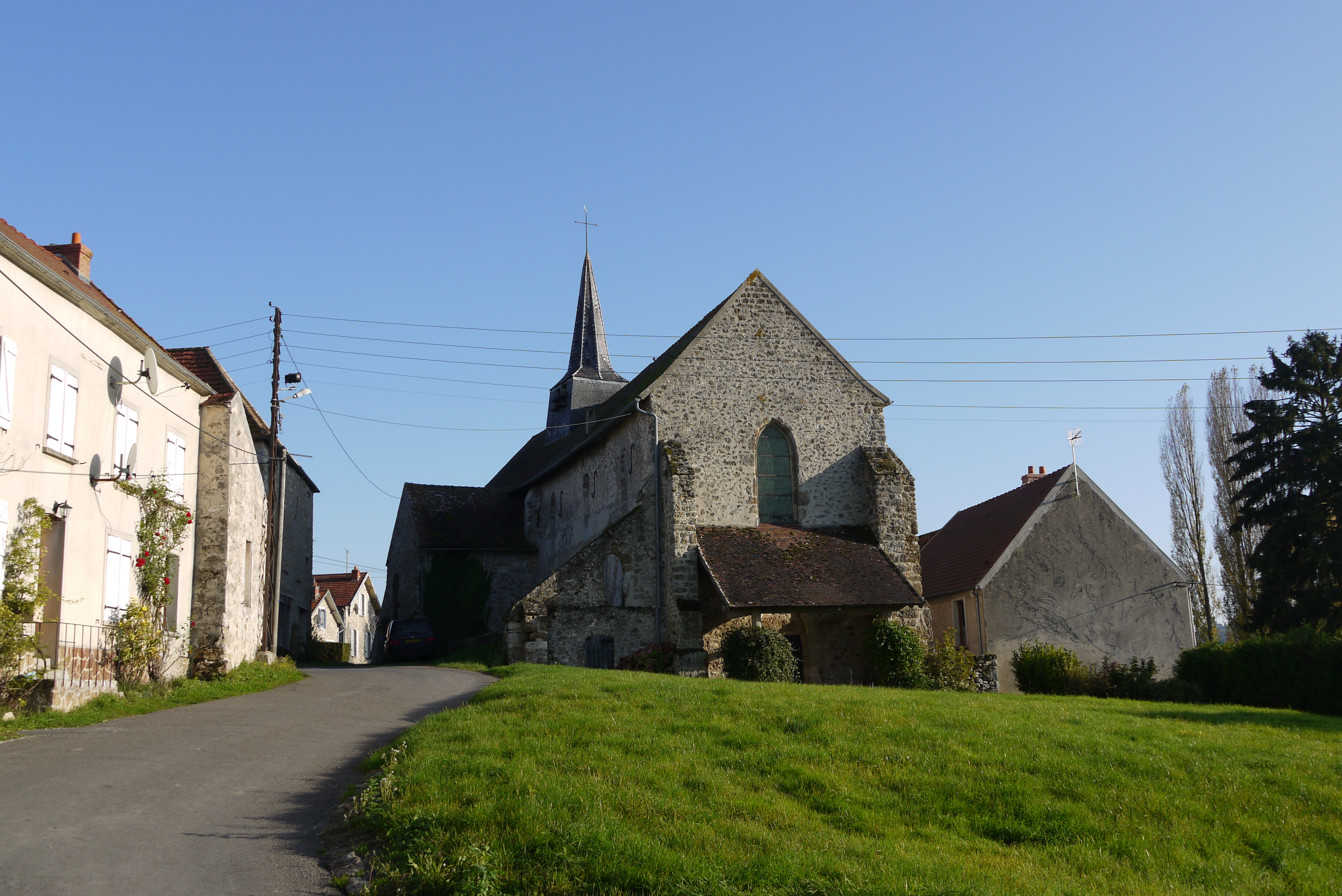
Connigis, autour de l'église.

## Géographie

### Hydrographie
La commune est située dans le bassin Seine-Normandie. Elle est drainée par l'aqueduc de la Dhuis, le Surmelin, le fossé 01 de Launay et un autre petit cours d'eau,.
L'aqueduc de la Dhuis est un un aqueduc souterrain d'Île-de-France et d'Aisne, construit entre 1863 et 1865. Il sert à fournir en eau les communes du Val d'Europe, dont le complexe Disneyland Paris à l'est de l'Île-de-France.
Le Surmelin, d'une longueur de 41 km, prend sa source dans la commune de Loisy-en-Brie et se jette  dans la Marne à Chartèves, après avoir traversé 17 communes. Les caractéristiques hydrologiques du Surmelin sont données par la station hydrologique située sur la commune de Mézy-Moulins. Le débit moyen mensuel est de 2,51 m3/s. Le débit moyen journalier maximum est de 52,4 m3/s, atteint lors de la crue du 22 janvier 1995. Le débit instantané maximal est quant à lui de 59,1 m3/s, atteint le même jour.

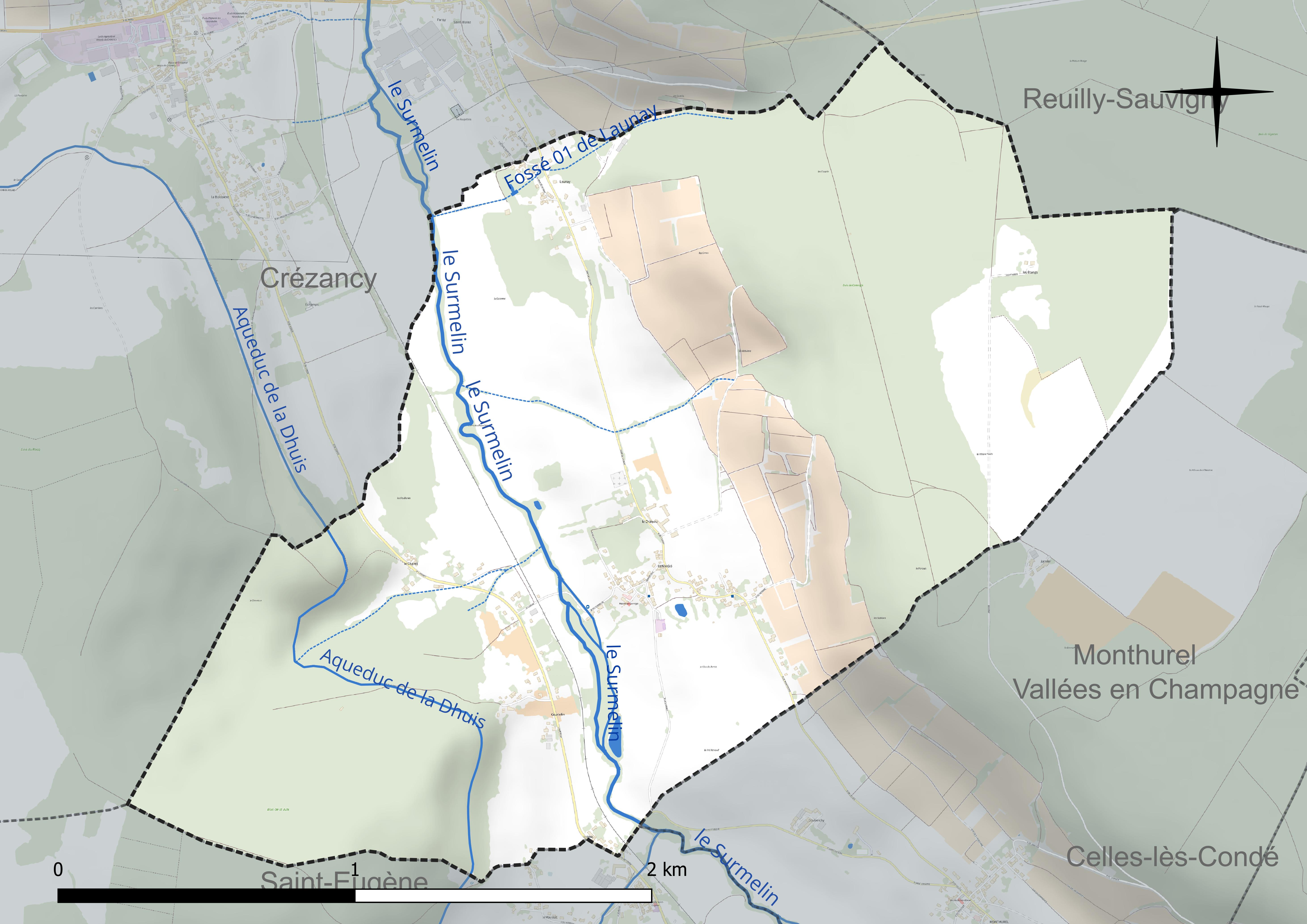
Réseau hydrographique de Connigis.

### Climat
Pour des articles plus généraux, voir Climat des Hauts-de-France et Climat de l'Aisne.
En 2010, le climat de la commune est de type climat océanique dégradé des plaines du Centre et du Nord, selon une étude du CNRS s'appuyant sur une série de données couvrant la période 1971-2000. En 2020, Météo-France publie une typologie des climats de la France métropolitaine dans laquelle la commune est exposée à un climat océanique altéré et est dans la région climatique Nord-est du bassin Parisien, caractérisée par un ensoleillement médiocre, une pluviométrie moyenne régulièrement répartie au cours de l'année et un hiver froid (3 °C).
Pour la période 1971-2000, la température annuelle moyenne est de 10,4 °C, avec une amplitude thermique annuelle de 15,2 °C. Le cumul annuel moyen de précipitations est de 747 mm, avec 11,4 jours de précipitations en janvier et 8,4 jours en juillet. Pour la période 1991-2020, la température moyenne annuelle observée sur la station météorologique la plus proche, située sur la commune de Blesmes à 6 km à vol d'oiseau, est de 10,6 °C et le cumul annuel moyen de précipitations est de 713,0 mm,. Pour l'avenir, les paramètres climatiques de la commune estimés pour 2050 selon différents scénarios d'émission de gaz à effet de serre sont consultables sur un site dédié publié par Météo-France en novembre 2022.

## Urbanisme

### Typologie
Au 1er janvier 2024, Connigis est catégorisée commune rurale à habitat dispersé, selon la nouvelle grille communale de densité à 7 niveaux définie par l'Insee en 2022.
Elle est située hors unité urbaine. Par ailleurs la commune fait partie de l'aire d'attraction de Château-Thierry, dont elle est une commune de la couronne,. Cette aire, qui regroupe 52 communes, est catégorisée dans les aires de moins de 50 000 habitants,.

### Occupation des sols
L'occupation des sols de la commune, telle qu'elle ressort de la base de données européenne d'occupation biophysique des sols Corine Land Cover (CLC), est marquée par l'importance des territoires agricoles (54 % en 2018), une proportion sensiblement équivalente à celle de 1990 (53,4 %). La répartition détaillée en 2018 est la suivante : 
forêts (45,6 %), terres arables (28,5 %), cultures permanentes (11,1 %), zones agricoles hétérogènes (8,3 %), prairies (6 %), zones urbanisées (0,4 %).
L'évolution de l'occupation des sols de la commune et de ses infrastructures peut être observée sur les différentes représentations cartographiques du territoire : la carte de Cassini (XVIIIe siècle), la carte d'état-major (1820-1866) et les cartes ou photos aériennes de l'IGN pour la période actuelle (1950 à aujourd'hui).

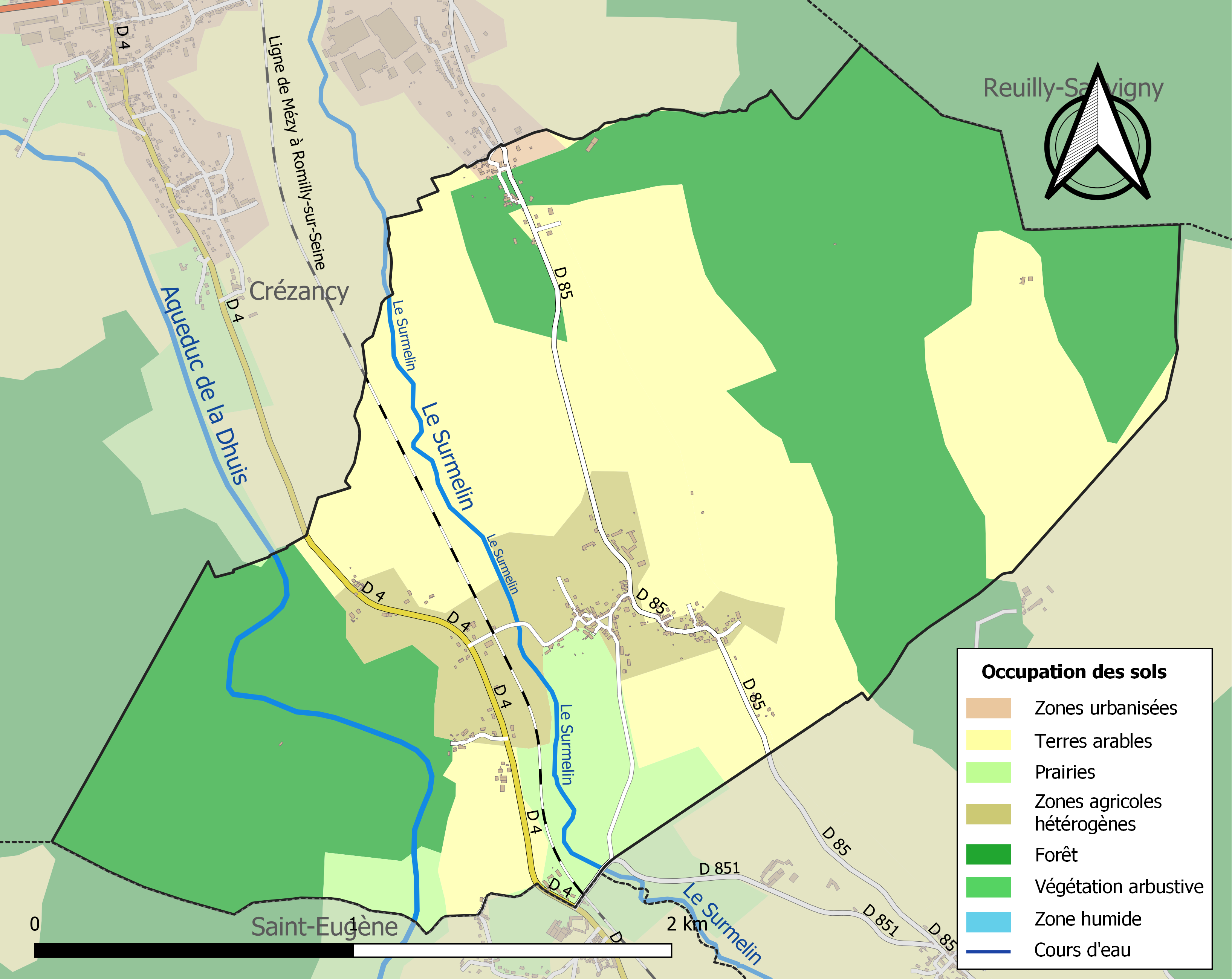
Carte des infrastructures et de l'occupation des sols de la commune en 2018 (CLC).

## Toponymie
Le nom de la localité est attesté sous les formes Conegi (1218) ; Connegy (1567) ; Connegi (1573) ; Conigi (1634) ; Conigy (1676) ; Connigy (1681) ; Connegis (1709).

## Politique et administration

### Découpage territorial
La commune de Connigis est membre de la communauté d'agglomération de la Région de Château-Thierry, un établissement public de coopération intercommunale (EPCI) à fiscalité propre créé le 1er janvier 2017 dont le siège est à Étampes-sur-Marne. Ce dernier est par ailleurs membre d'autres groupements intercommunaux.
Sur le plan administratif, elle est rattachée à l'arrondissement de Château-Thierry, au département de l'Aisne et à la région Hauts-de-France. Sur le plan électoral, elle dépend du  canton d'Essômes-sur-Marne pour l'élection des conseillers départementaux, depuis le redécoupage cantonal de 2014 entré en vigueur en 2015, et de la cinquième circonscription de l'Aisne  pour les élections législatives, depuis le dernier découpage électoral de 2010.

### Administration municipale
| Période                                  | Période                   | Identité       | Étiquette | Qualité    |
| ---------------------------------------- | ------------------------- | -------------- | --------- | ---------- |
| Les données manquantes sont à compléter. |                           |                |           |            |
| mars 2001                                | 2006                      | Pierre Leclere |           |            |
| 2006                                     | 2014                      | Gisèle Gary    |           |            |
| 2014                                     | mai 2020                  | Bernard Honoré | SE        | Industriel |
| mai 2020                                 | En cours (au 26 mai 2020) | Didier Salot   |           |            |

## Démographie
L'évolution du nombre d'habitants est connue à travers les recensements de la population effectués dans la commune depuis 1793. Pour les communes de moins de 10 000 habitants, une enquête de recensement portant sur toute la population est réalisée tous les cinq ans, les populations de référence des années intermédiaires étant quant à elles estimées par interpolation ou extrapolation. Pour la commune, le premier recensement exhaustif entrant dans le cadre du nouveau dispositif a été réalisé en 2007.

En 2022, la commune comptait 318 habitants, en évolution de −3,05 % par rapport à 2016 (Aisne : −1,97 %, France hors Mayotte : +2,11 %).
| 1793 | 1800 | 1806 | 1821 | 1831 | 1836 | 1841 | 1846 | 1851 |
| ---- | ---- | ---- | ---- | ---- | ---- | ---- | ---- | ---- |
| 266  | 271  | 304  | 271  | 272  | 325  | 318  | 331  | 345  |

| 1856 | 1861 | 1866 | 1872 | 1876 | 1881 | 1886 | 1891 | 1896 |
| ---- | ---- | ---- | ---- | ---- | ---- | ---- | ---- | ---- |
| 320  | 345  | 328  | 343  | 270  | 281  | 271  | 258  | 222  |

| 1901 | 1906 | 1911 | 1921 | 1926 | 1931 | 1936 | 1946 | 1954 |
| ---- | ---- | ---- | ---- | ---- | ---- | ---- | ---- | ---- |
| 234  | 246  | 210  | 201  | 195  | 176  | 177  | 170  | 166  |

| 1962 | 1968 | 1975 | 1982 | 1990 | 1999 | 2006 | 2007 | 2012 |
| ---- | ---- | ---- | ---- | ---- | ---- | ---- | ---- | ---- |
| 209  | 228  | 190  | 216  | 256  | 266  | 306  | 312  | 316  |

| 2017 | 2022 | - | - | - | - | - | - | - |
| ---- | ---- | - | - | - | - | - | - | - |
| 332  | 318  | - | - | - | - | - | - | - |

## Culture locale et patrimoine

### Lieux et monuments
classée monument historique depuis 1920.
 classée depuis 1922.

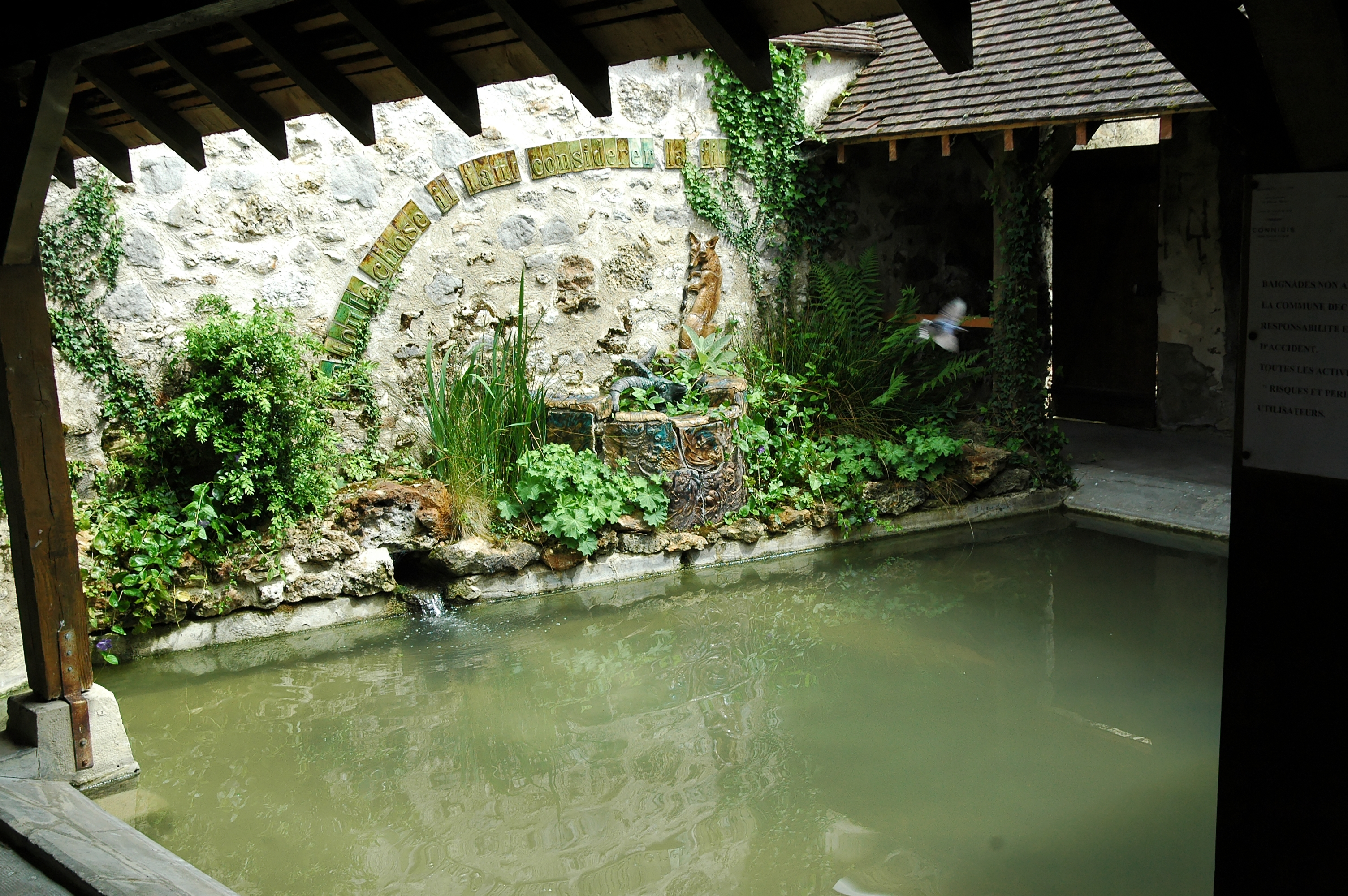
Le lavoir de Connigis illustre la fable « Le Renard et le bouc ».

La commune possède plusieurs lavoirs intéressants. Celui de la place de l'église comporte une illustration de la fable « Le Renard et le bouc » de Jean de La Fontaine.
De l'ancien château ne subsiste que la ferme, située sur la route de Crézancy à Celles-lès-Condé, dont une partie des dépendances a été transformée en chambres d'hôtes.

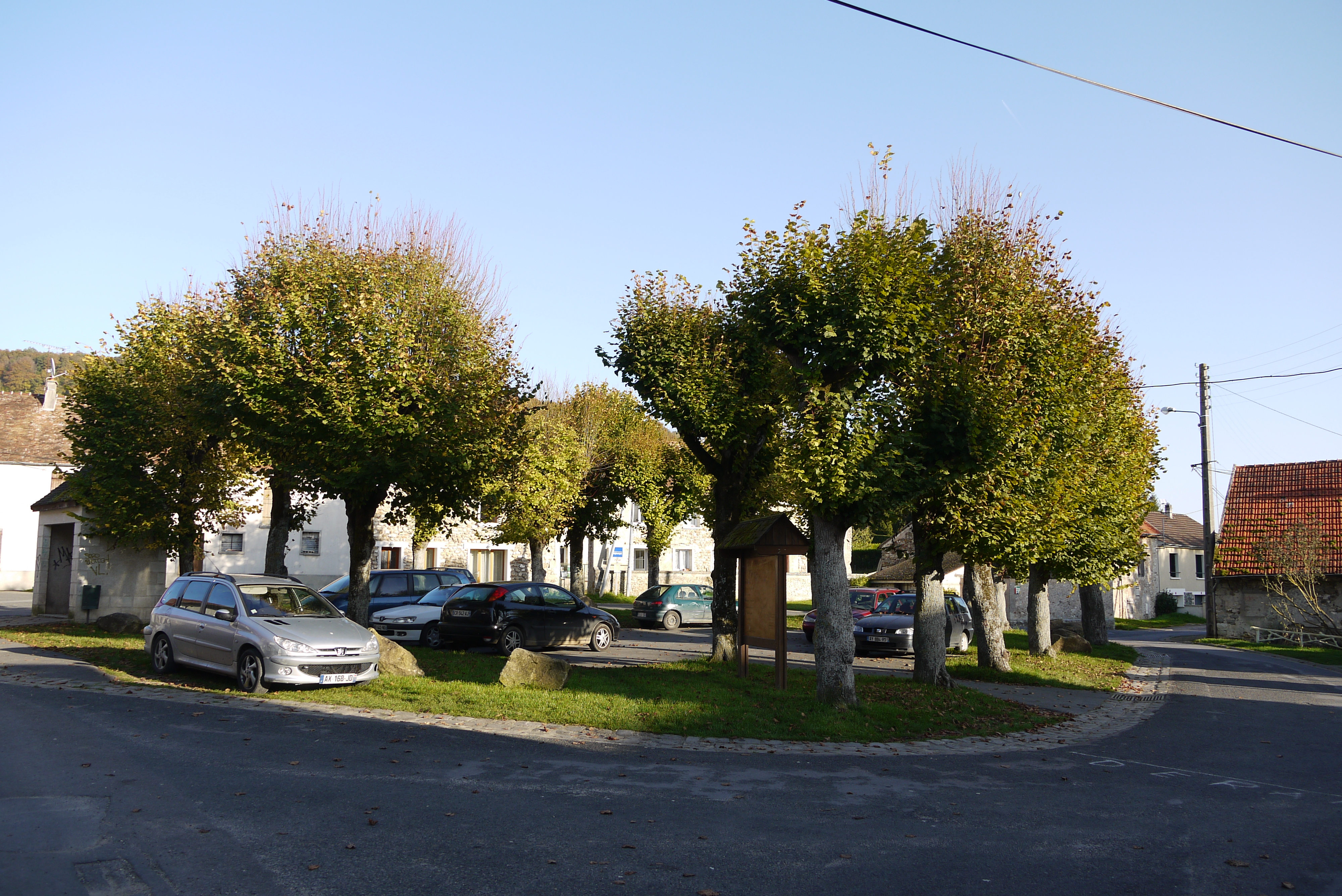
Connigis, la place des Tilleuls.

### Personnalités liées à la commune
Jules Helot.

## Pour approfondir